# Dinastía ijshidí
La dinastía ijshidí o ijshídida (935-969) estuvo formada por gobernadores turcos autónomos de Egipto, bajo la soberanía del Califato abasí.

## Historia
Ijshid era el título que ostentaban los príncipes de Ferganá, uno de los cuales se puso al servicio del califa Al-Mu'tásim.
Cerca de un siglo después, un príncipe llamado Muhámmad ben Tughŷ, que era comandante al servicio del califa Ar-Radi, fue encargado de la defensa de Egipto contra las ofensivas de los fatimíes. Después de esto, alcanzó la autonomía, e invadió Siria, así como parte de la península arábiga.
En 944, el califa al-Muttaquí se refugió en Raqqa, amenazado por Tuzun, jefe de los mercenarios turcos. Muhámmad ben Tughŷ le hizo llegar una humilde proposición y suntuosos regalos. Le propuso refugiarse en Egipto para ponerse al abrigo de las amenazas de Tuzun. En realidad, este ofrecimiento, similar al de los hamdánidas, tenía por objeto tomar el poder sobre el califato y anexionar Siria. Al rechazar ambas ofertas, al-Muttaquí se puso en manos de Tuzun, quien le juró tener las mejores intenciones, pero luego lo depuso y mandó que le sacasen los ojos.
En 946, cuando murió Muhámmad ben Tughŷ, sus dos hijos eran demasiado jóvenes para gobernar. Ambos le sucedieron, pero sin ejercer el poder real: quedaron bajo la tutela de Kafur, un eunuco originario de Nubia.
En 966 Kafur se hizo monarca y gobernó hasta 968. A su muerte en dicho año, el poder pasó a Abu al-Fawaris Áhmad, un nieto de Muhámmad ben Tughŷ, que fue incapaz de resistir la invasión de los fatimíes, que acabó con la presencia de los ijshidíes y abásidas en Egipto.